# Брумундал
Брумундал (норв. Brumunddal) је насељено место у Норвешкој у округу Хедмарк. Има статус града од 2010.